# Старая Донгола

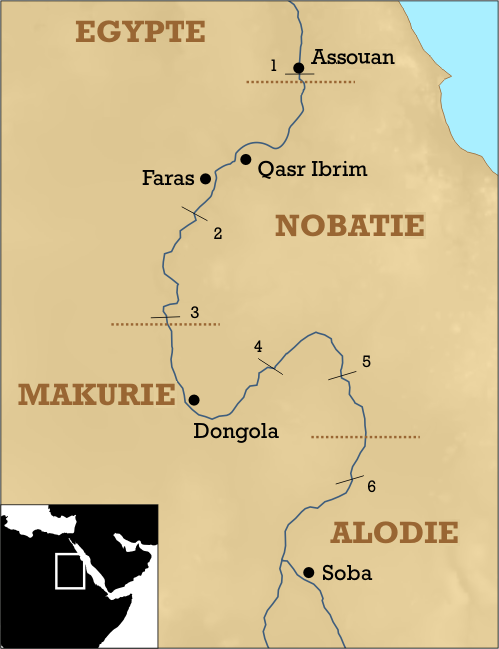
Старая Донгола на карте Нубии

Старая Донгола (древненуб. ⲧⲟⲩⲅⲅⲟⲩⲗ, араб. دنقلا القديمة‎) — развалины древнего города средневековой Нубии в современном Судане. Город располагался на восточном берегу Нила, в месте начала караванов через пустыню на запад в районы Дарфура и Кордофана. С IV по XIV век Донгола была столицей государства Мукурра. В XIX веке население этого региона переместилось вниз по течению Нила на примерно 80 километров, где сейчас находится город Донгола. Раскопками города занималась польская экспедиция начиная с 1964 года.

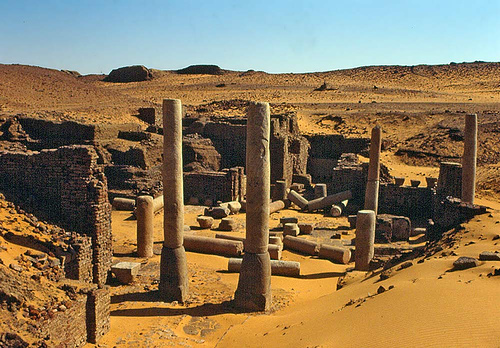
Развалины Церкви Гранитных Колон, Старая Донгола, Нубия

Город зародился в IV—V веках н. э. сначала как крепость, вокруг которой образовалось городское поселение. С распространением в Нубии христианства Донгола становится столицей государства Мукурра, в ней ведётся строительство нескольких церквей. В 100 метрах от древних городских стен археологами расчищены остатки двух церквей, названные Строением X и Церковью с Каменным Тротуаром. Это означало, что город разрастался из первоначальной крепости. Позднее, строение названное Старой Церковью было построено на месте Строения X.
В середине VII века обе церкви были разрушены, но вскоре отстроены заново. Строительные материалы с разрушенной Старой Церкви были использованы на строительстве обновляемых городских стен. Археологи связывают разрушения с Первой битвой в Донголе (642 год) и со Второй битвой в Донголе (652 год). В конце VII века Церковь Гранитных Колон была построена на месте Старой Церкви. Окружённая 16 гранитными колонами с богато украшенными Капителями, Церковь Гранитных Колон вероятно была кафедральной церковью Донголы.

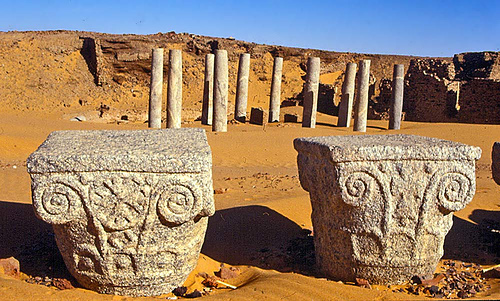
Развалины Церкви Гранитных Колон, Старая Донгола, Нубия

На X век приходится разгар строительных работ: на месте Церкви с Каменным Тротуаром строится грандиозная церковь с крестом в сечении. Этим же временем датируются ещё несколько церквей, два дворца и несколько монастырских построек на севере города. Раскопаны также несколько богатых домов с ванными и росписями на стенах. Книга знаний — путевые заметки испанского монаха, датируемые вскоре после 1348 года, упоминают Генуэзских купцов, осевших в Донголе. Возможно, Генуэзцы проникли в Донголу в результате известного торгового соглашения между Египтом и Генуей 1290 года.

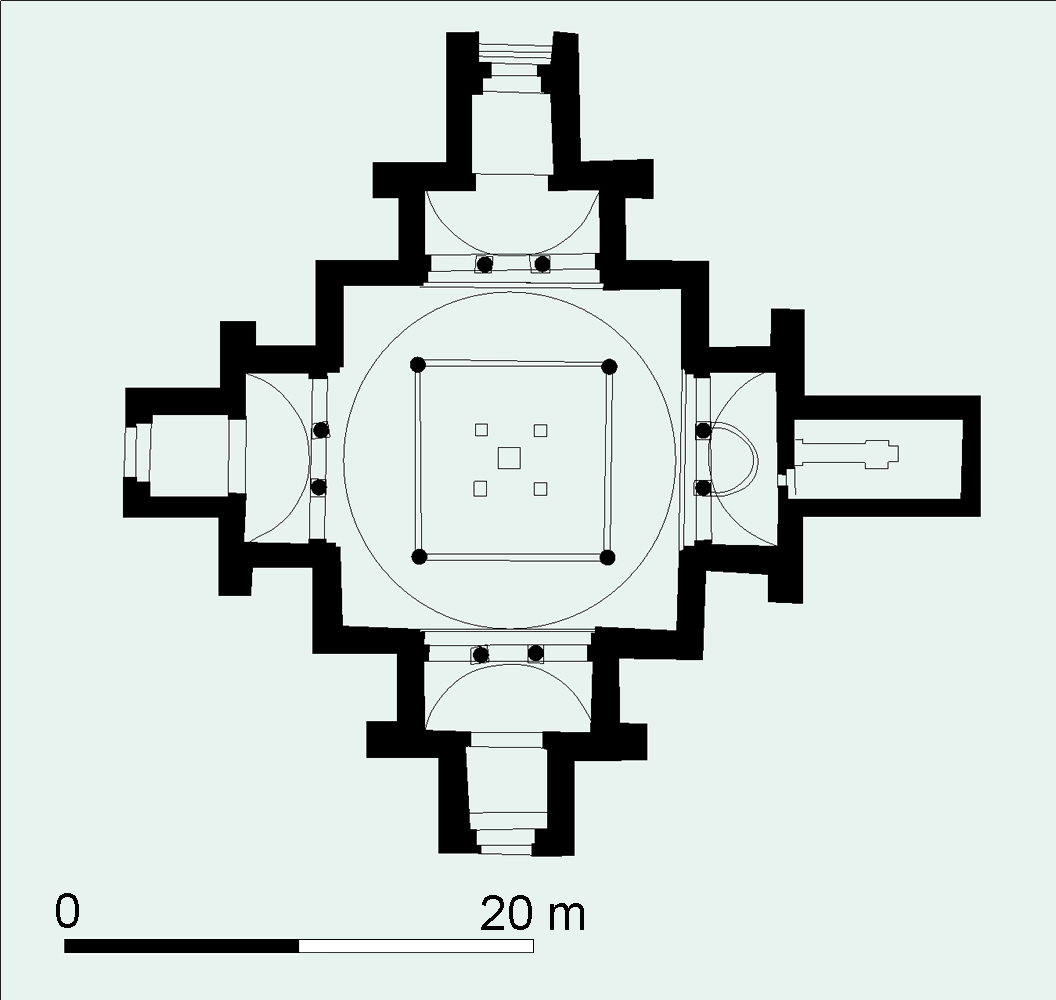
Церковь с крестом в сечении (план), Старая Донгола

На XIII и XIV века приходится время упадка города. Город был завоёван арабами, в одном из дворцов видно, что тронная зала в это время была переделана в мечеть. Сохранившаяся стела Сайф аль-Дин Абдуллы Баршамбы (англ. Sayf al-Din Abdullah Barshambui), датируемая 1317 годом, считается возведённой в честь наместника султана Египта Абдуллы (возможно, нубийца-мусульманина), приведённого к власти в результате военной экспедиции, посланной султаном.
Во времена султаната Сеннар Донгола имела статус столицы северной провинции султаната. Французский путешественник Шарль Понсе посетил в 1699 году Донголу, о которой он писал, что город расположен на песчаном отроге холма. Описание продолжается:
«Дома построены скверно, улицы наполовину занесены песком с отрогов гор. В самом центре города находится большая крепость. но её укрепления несовременны. Они призваны отпугнуть арабов, которые сражаются исключительно на открытых местностях.»